# Brian Melvin
Pour les articles homonymes, voir Melvin.
Brian Melvin, né le 1er novembre 1958 à San Francisco en Californie, est un batteur de jazz américain. Il est également connu pour avoir été l'un des batteurs de Jaco Pastorius avec lequel il a enregistré 5 albums. 
Musicien hétéroclite, il a travaillé avec Joe Henderson, Mike Stern, John Scofield, Michael Brecker, Randy Brecker, Joe Lovano, Bobo Stenson, Toots Thielemans, Richard Bona, Bob Weir…

## Biographie
Brian Melvin est un batteur / percussionniste / éducateur. Il a joué et enregistré avec de nombreux leaders mondiaux des années 1980 et 90. Pas limité par les styles, il a travaillé avec Joe Henderson, Mike Stern, John Scofield, Michael Brecker, Randy Brecker, Joe Lovano, Bobo Stenson, Toots Thielemans, Richard Bona, Bob Weir ("The Grateful Dead"), Greg Allman ("The Allman Brothers Band"). 
Une de ses principales associations a été avec le bassiste Jaco Pastorius. Ils étaient de bons amis et ont fait cinq enregistrements historiques ensemble. Un de leurs plus célèbres est Standards Zone (Global Pacific Records). Ayant vécu à New York et en Europe, il n'est pas étranger à la scène jazz internationale.
Brian Melvin a vécu et joué à New York à partir de 1987. À cette période, il a été le batteur de la maison au Blue Note jazz Club puis il rencontre le guitariste Mike Stern avec qui il va jouer pendant deux ans dans le club 55 bar. C'est également pendant cette période que Brian Melvin et Dave Kikoski ont commencé à collaborer musicalement pour aboutir au projet BeatleJazz. 
De 1998-1999 il est en collocation avec le batteur Al Foster et joue de plus en plus sur la côte Est et toujours à New-York. À partir des années 2000 Brian Melvin s'oriente de plus en plus vers la musique du monde et joue tablas et divers tambours à main. Il rencontre le pianiste Tony Tixier en 2008 lors d'une tournée en Europe et l'engage peu de temps après dans son nouveau trio.

## Discographie sélective
En tant que leader ou coleader
- 1985 : Night Food (Timeless Records) avec Rick Smith (saxophone), Jaco Pastorius (basse), Paul Mousavizadeh (guitare), Jon Davis (piano), Jeff Osammon (synthétiseur), Aushim Chaudhuri (bongos) et Jim Loveless (steel drums)
- 1986 : Standards Zone, Brian Melvin Trio (Global Pacific) avec Jaco Pastorius (basse) et Jon Davis (piano)
- 1988 : Night Food 2 (Global Pacific) avec notamment Jaco Pastorius (basse), Bob Weir (guitare), Merl Saunders (orgue), Jon Davis (piano, synthétiseur), Rick Smith (saxophone), Paul Mousavi (guitare) et Curtis Ohlson (basse)
- 1989 : Jazz Street Jaco Pastorius/Brian Melvin (Timeless Records)
- 1994 : Old Voices, Brian Melvin Trio (Timeless) avec Wayne DeSilva (saxophone) et Tim Hauff (basse)
- 1995 : Live in Vegas, Brian Melvin Quartet (Global Pacific)
- 1999 : A Bite of the Apple, Beatle Jazz (Zebra Records) avec David Kikoski (piano) et Charles Fambrough (basse)
- 2001 : Another Bite of the Apple, Beatle Jazz (Zebra Records) avec David Kikoski (piano) et Charles Fambrough (basse)
- 2005 : With a Little Help from Our Friends, Beatle Jazz (Lightyear) avec Michael Brecker (saxophone), Randy Brecker (trompette) John Scofield et Mike Stern (guitare), David Kikoski (piano) et Larry Grenadier et Boris Koslov (basse)
- 2006 : Land of Drum (Yama)
- 2007 : All You Need, Beatle Jazz (Lightyear) avec Joe Lovano (saxophone), Toots Thielemans (harmonica), David Kikoski (piano) et Larry Grenadier et Richard Bona (basse)
- 2007 : The Antidote, FOG (Yama Records) avec Matt Renzi (saxophone), Brad Buethe (guitare) et Peter Barshay (basse)

En tant que sideman

## Autres sources
- (en) Bil Milkowski, « Brian melvin », Modern Drummer,‎ août 1991, p. 10 (lire en ligne)
- Jazz Times, Volume 30, 2000
- Billboard (
- (en) Paul Olson, « BeatleJazz: With a Little Help From Our Friends », All About Jazz,‎ 11 avril 2005 (lire en ligne).
- JazzTimes ()
- AllMusic () et des chroniques d'albums ( et )
- Zona de jazz, septembre 2008, Brian Melvin Trio - Standard zone 1986